# Palmyra
För andra betydelser, se Palmyra (olika betydelser).

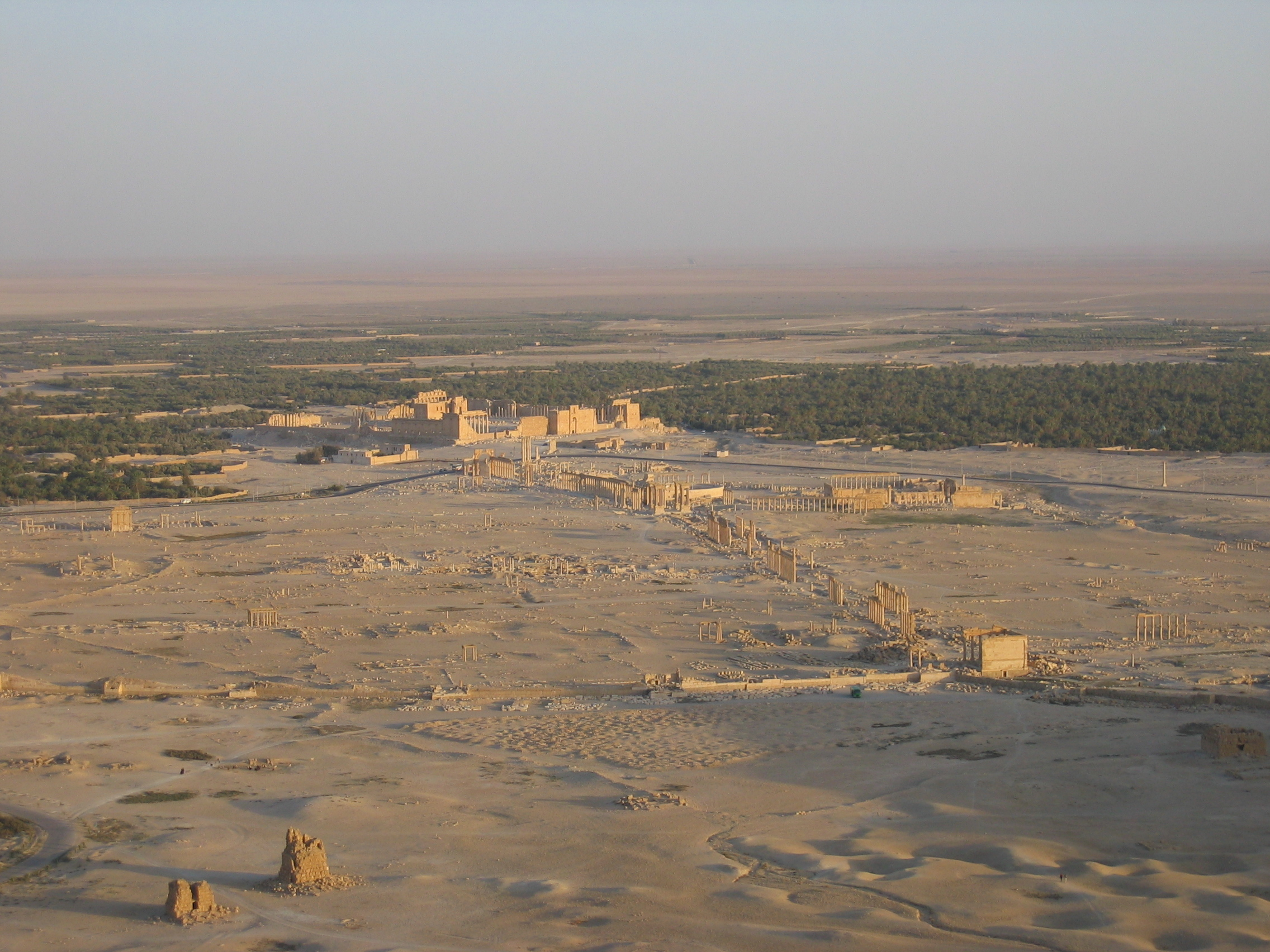
Palmyra

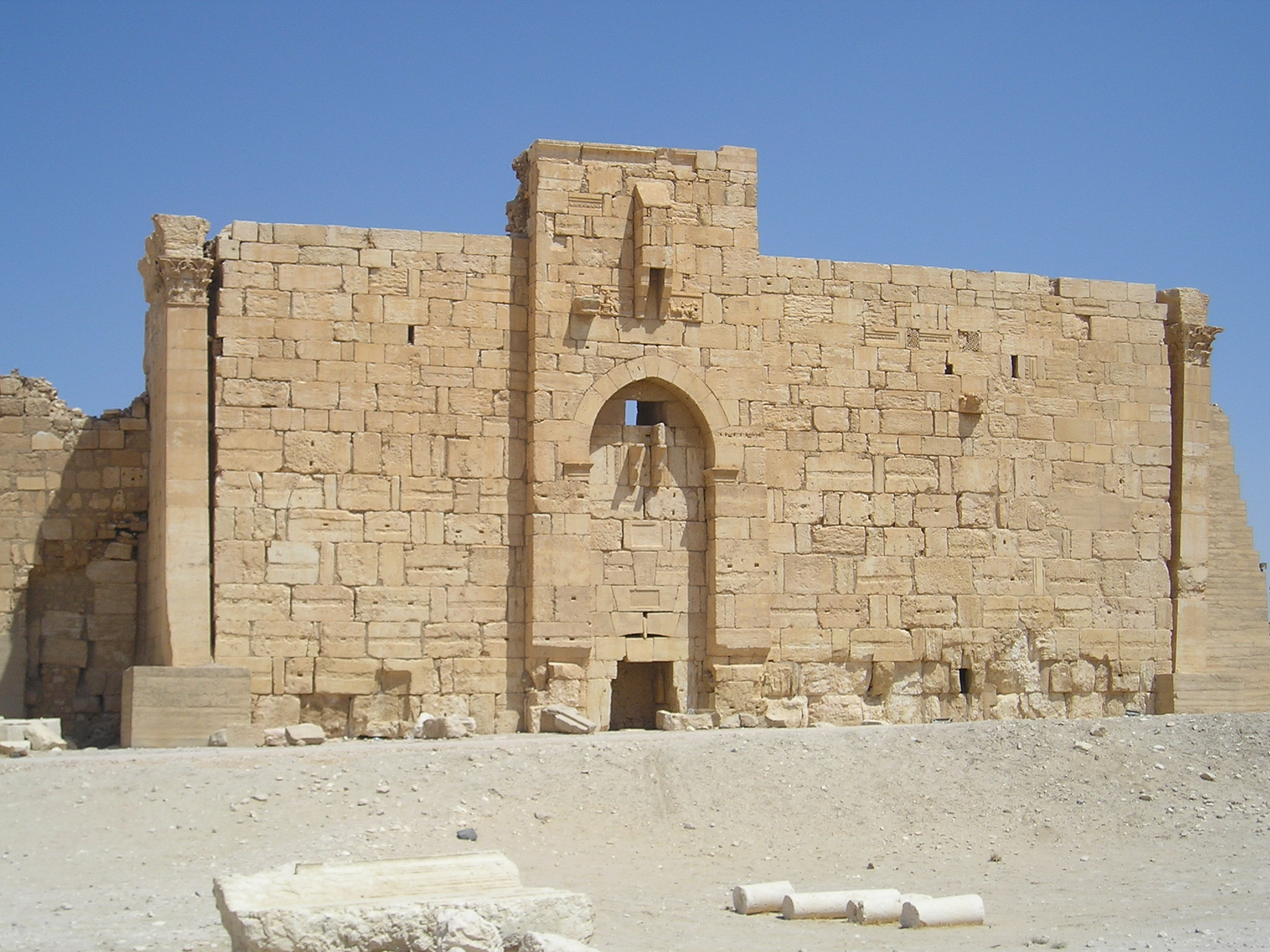
Templet Ma‘bad Bal

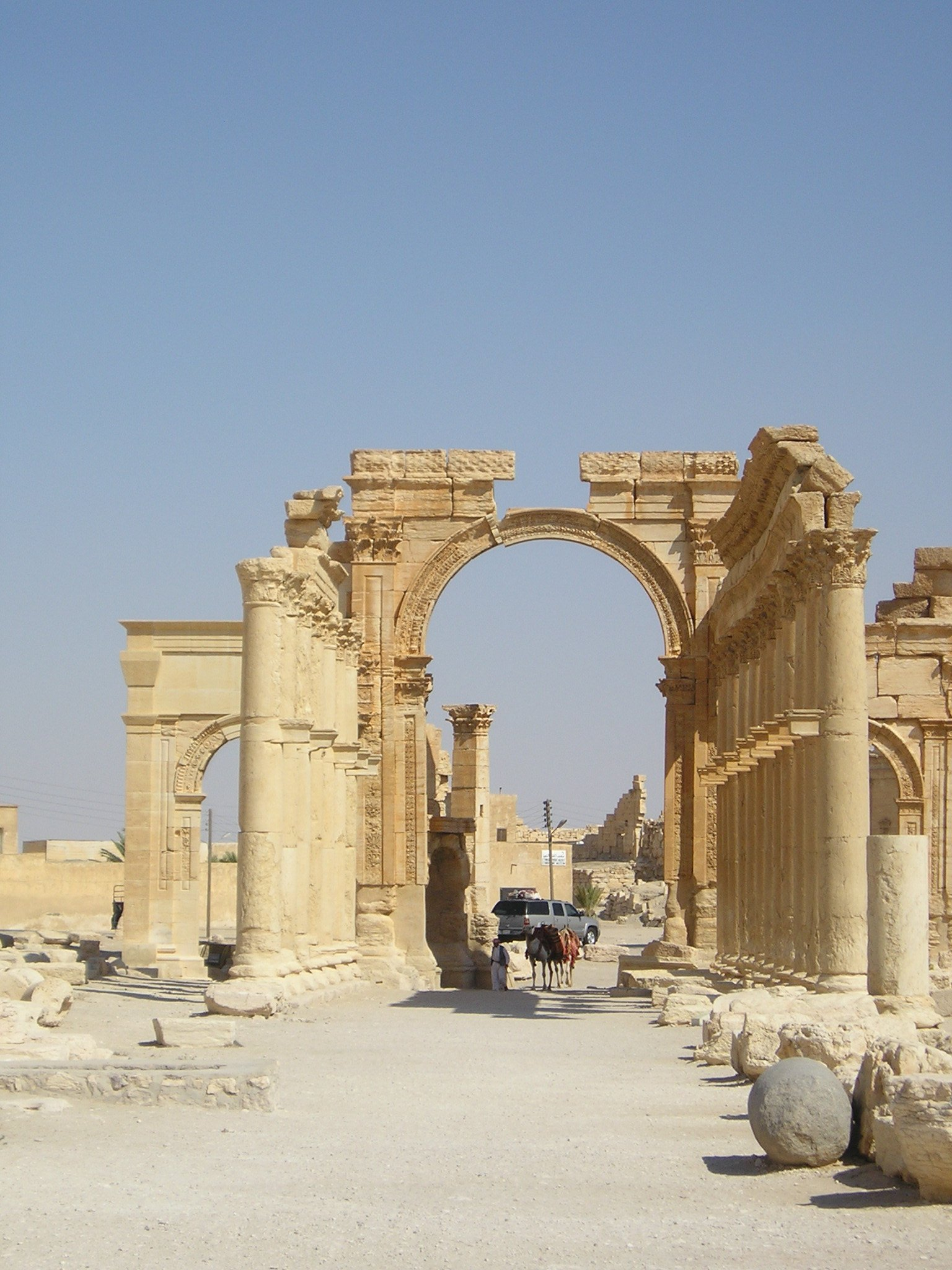
Triumfbågen

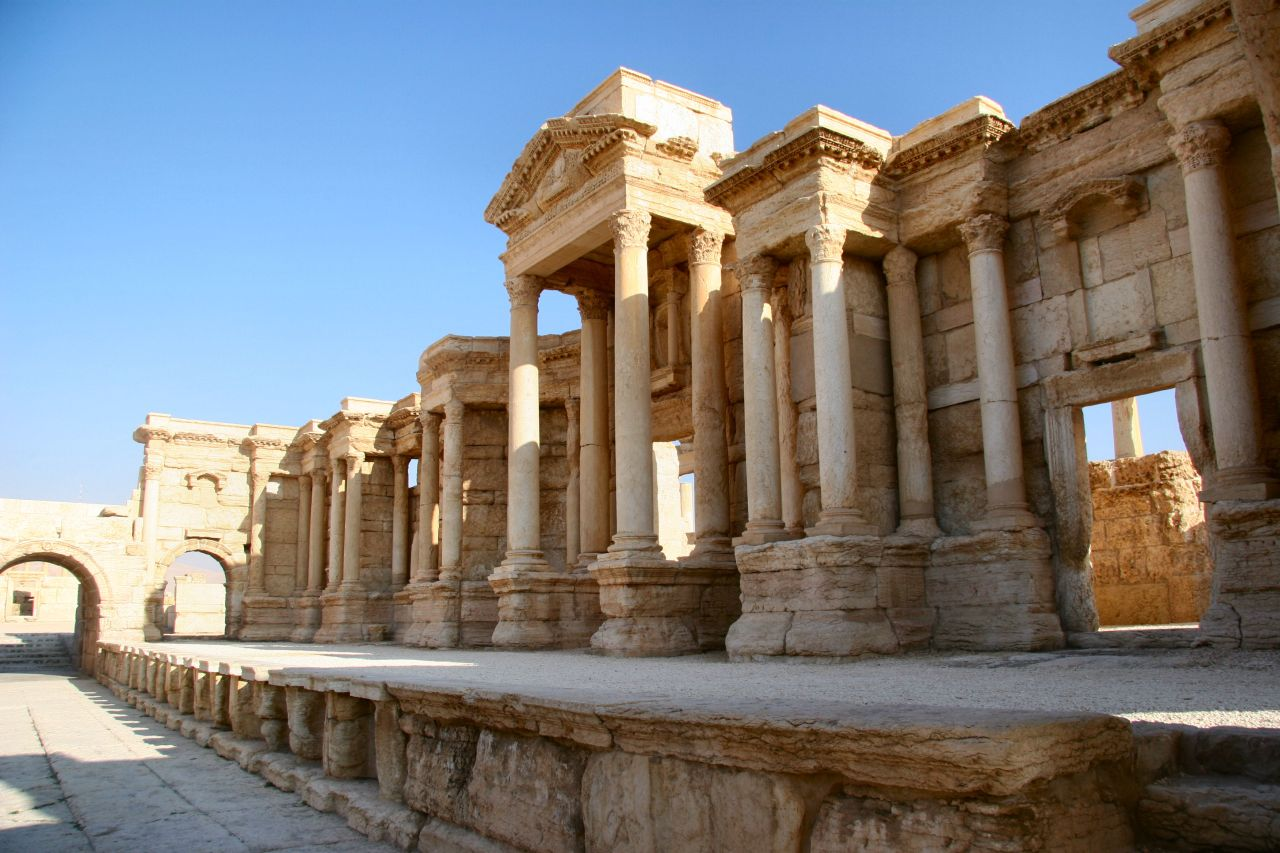
Teatern

Palmyra eller Tadmor (grekiska Παλμύρα, ’Palmstaden’; syriska ܬܕܡܪ, Tadmor, arabiska تدمر, Tadmor) var en antik stad och huvudstaden i det Palmyriska riket, numera en arkeologisk plats, i Syrien cirka 215 kilometer nordöst om huvudstaden Damaskus, i en oas i syriska öknen. Den antika staden förstördes 744, men intill ruinstaden finns en modern bosättning. 
Platsen upptogs på Unescos världsarvslista 1980 och är sedan 2013 även klassad som hotat världsarv.

## Historia
Palmyra, det bibliska Tadmor, ligger mitt i den syriska öknen nära en hetvatten-källa kallad "Afqa" enligt vad som står på skrivtavlorna från Mari och i assyriska texter. Kung Salomo anlade staden som en förrådsstad på karavanvägen mellan Medelhavet och Eufrat. Grekerna gav bebyggelsen namnet Palmyra, och de första pålitliga uppgifterna om den härrör från romarna.
Under det artonde århundradet f.Kr. beboddes staden av assyrier, amoriter och nabatéer. Karavanhandeln gav staden dess betydelse och förblev källan till dess välstånd. Man tycks också ha försökt odla jorden med tillhjälp av vattenledningar.
Under 100-talet f.Kr. hamnade Palmyra under Roms intressesfär. Sin största betydelse fick Palmyra sedan Petra 106 e.Kr. erövrats av Rom. Hadrianus gav staden namnet Hadrianopolis under Roms storhetstid. Under 200-talet vann Odaenathus stor självständighet och förde krig mot sasaniderna. 262 blev han av kejsar Gallienus insatt som kejsarens ståthållare i Öster.
Tadmors korta storhetstid inföll under senare hälften av 200-talet då den var ett viktigt ekonomiskt centrum. Staden hade goda handelsförbindelser med Persien, Indien, Kina och Arabiska halvön.
Odaenathus efterträddes 267 av drottning Zenobia och under hennes styre erövrade Palmyras arméer Egypten och större delen av Anatolien. Hon förklarade 270 palmyriska rikets självständighet från Rom. Kejsar Aurelianus återtog dock Anatolien och besegrade Zenobia i slaget vid Emesa 272 och förde Zenobia i triumf till Rom. Palmyra förstördes 273 av romarna.
Staden återuppbyggdes dock men erövrades 744 av Saracenerna som ännu en gång förstörde staden. Den har sedan dess legat i ruiner och aldrig återhämtat sig.
Under syriska inbördeskriget erövrades Palmyra 2015 av Islamiska staten som bland annat sprängde Ma‘bad Bal och Baalshamintemplet. Staden återtogs 2017 av syriska regeringsstyrkor med ryskt flygunderstöd.

## Byggnader
Under den bysantinska tiden byggdes där några syrisk-ortodoxa kyrkor, ett tempel helgades åt Baal och araberna byggde befästningar. Stora utgrävningar av staden har gjorts och pågår fortfarande.
- Templet Ma‘bad Bal
- Triumfbågen
- Teatern
- Badhusen

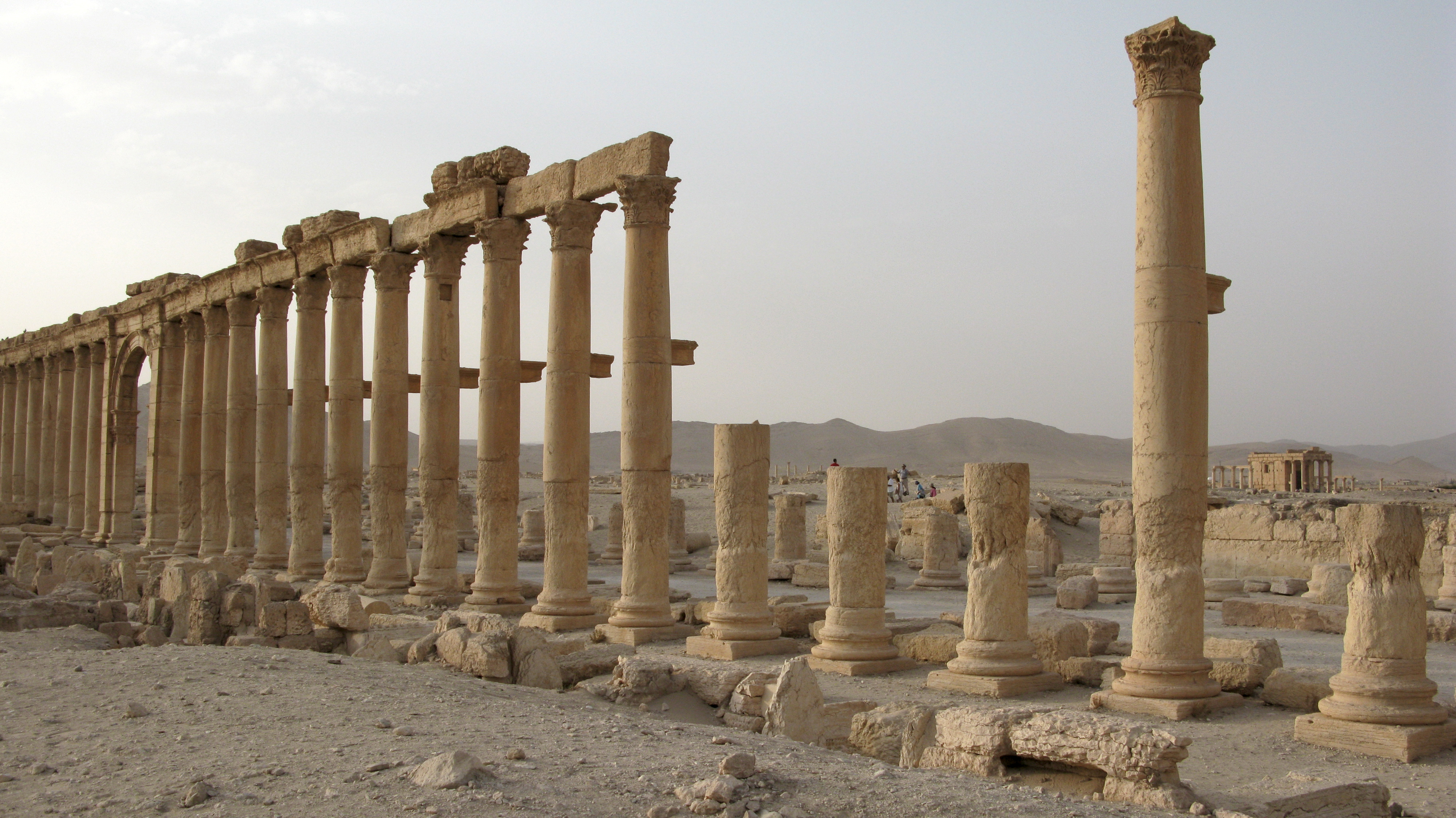
Kolonnaden
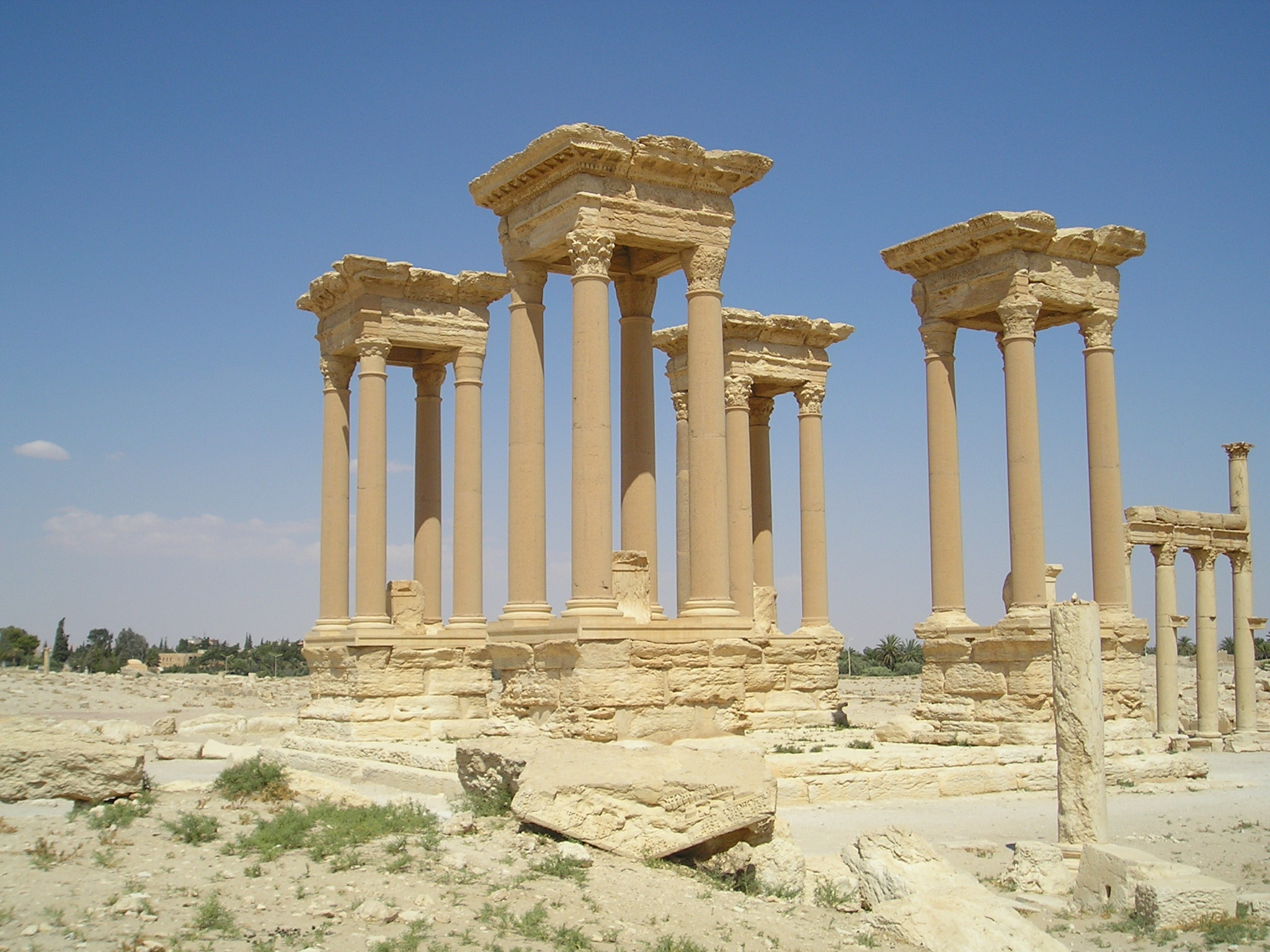
Tertrapylon

- Tetrapylonporten
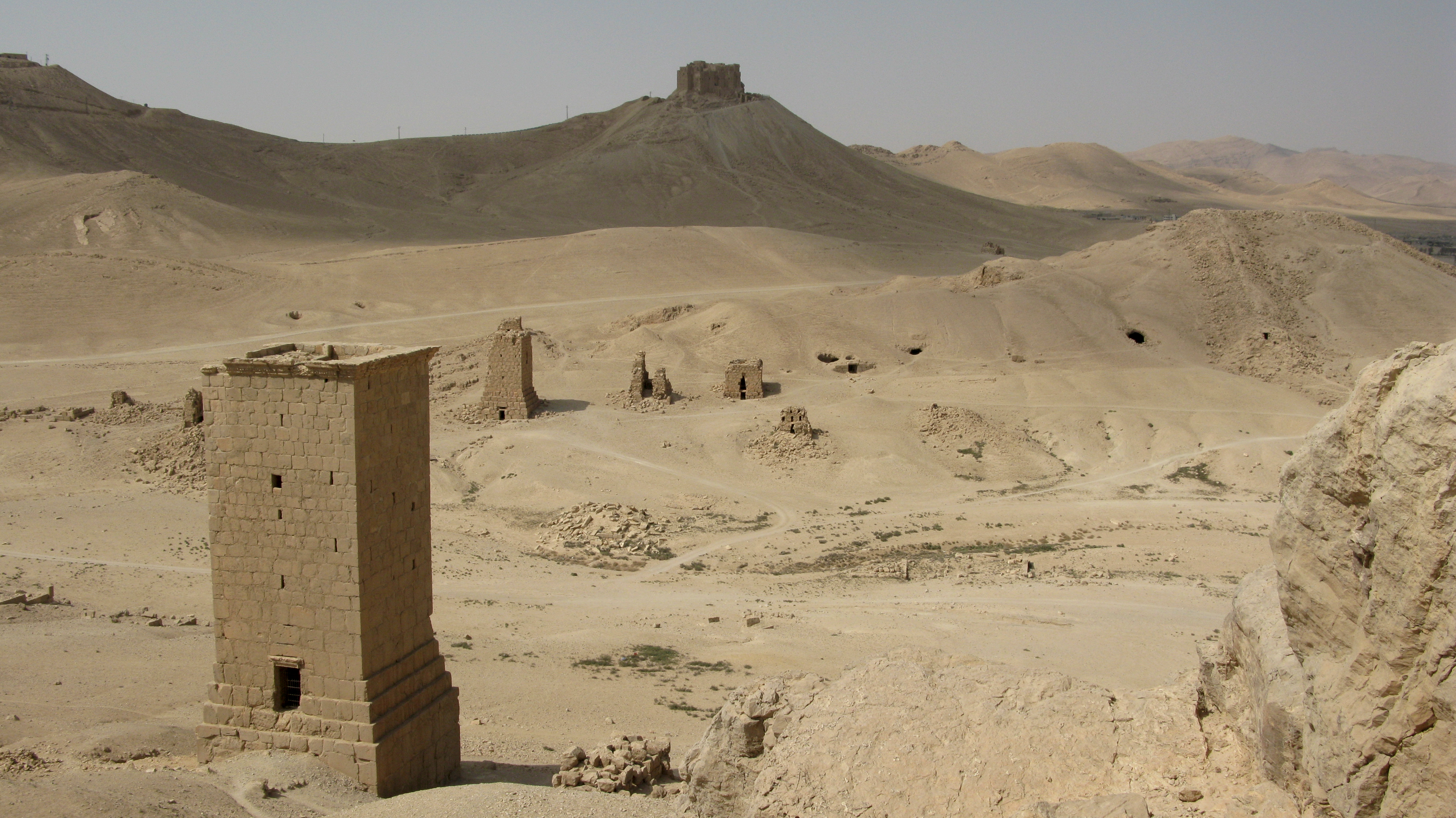
Elabeltornet
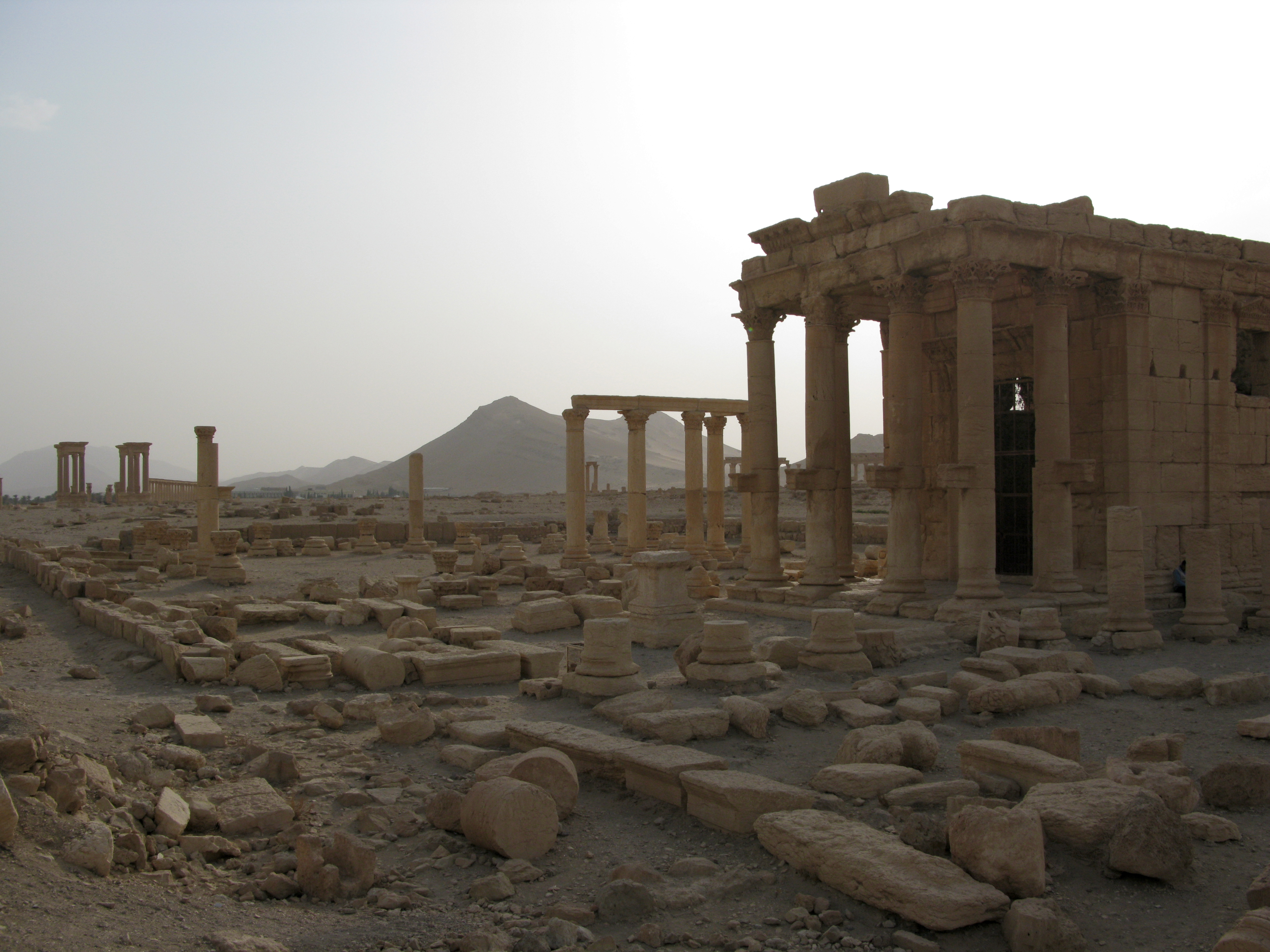
Baalshamintemplet
- Afqa-källan

- Kolonnaden
- Tertrapylon
- Elabeltornet
- Baalshamintemplet